# Moresnet-Chapelle
Moresnet-Chapelle (en néerlandais : Eiksken, en allemand : Eichschen) est un hameau du village de Moresnet (Belgique), non loin du tripoint de la frontière avec l’Allemagne et les Pays-Bas. Le hameau s’est développé, à partir de la fin du XVIIe siècle, autour d’une chapelle mariale au point de devenir plus important que le village de Moresnet même. Avec Moresnet, il fait aujourd’hui partie de la commune de Plombières, dans la province de Liège (Région wallonne de Belgique).

## Histoire
Depuis 1750, un culte à Marie se développe autour d’une Notre-Dame du Petit-Chêne aux propriétés miraculeuses. Le lieu-dit s’appelle alors, en patois local A j'n Eèkske et en néerlandais :  Eiksken.  L’afflux des pèlerins (venant surtout d’Aix-la-Chapelle) conduit à la construction d’une première chapelle en 1823, construite là même où se trouvait le chêne. Les cafés, restaurants et boutiques se multiplient. 

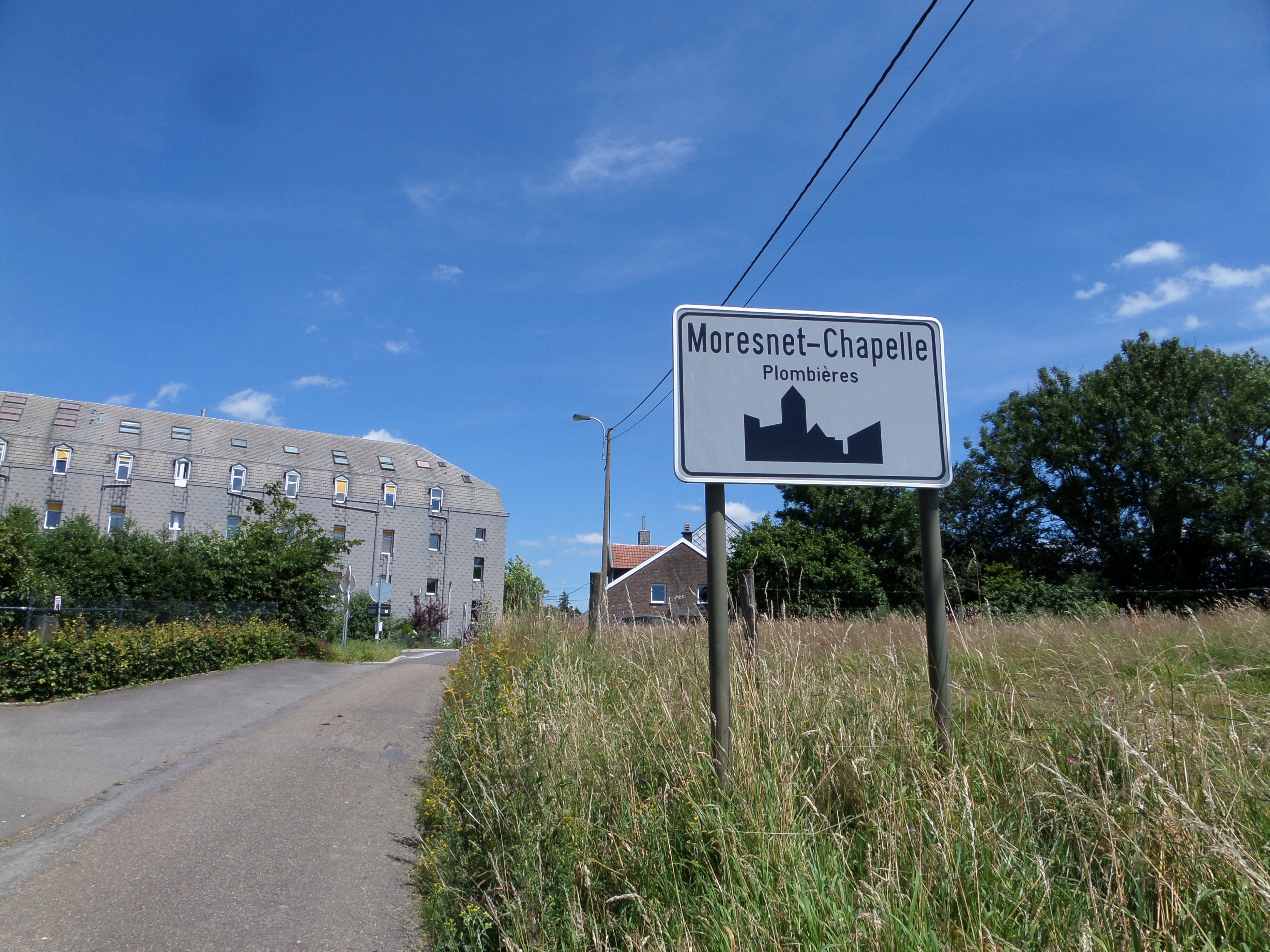
Panneau d'entrée au village.

Lors de la nouvelle définition des frontières qui suivit la chute de Napoléon, au Traité d'Aix-la-Chapelle (1816), le hameau resta avec Moresnet-village, dans le Royaume des Pays-Bas, et devient voisin d’un état minuscule (un ‘territoire neutre’), le ‘Moresnet neutre’, qui survécut jusqu'à la fin de la Première Guerre mondiale. 
À la fin du XIXe siècle les franciscains allemands, en exil à Moresnet, prennent en charge la chapelle et reçoivent pastoralement les pèlerins. Ils construisent la chapelle actuelle en 1904, et un monumental Chemin de croix extérieur dans le petit bois qui la jouxte. 
Jusqu’en 1977, date de la réforme de l’organisation communale en Belgique, Moresnet-Chapelle faisait partie de la commune de Moresnet, bien qu’il en soit démographiquement et économiquement plus important. Depuis 1977 il est rattaché à la nouvelle commune de Plombières. Comme les autres sections de la commune de Plombières il jouit d’un régime linguistique particulier. Si le français est prépondérant dans l’administration et l’enseignement (Région wallonne) l’allemand et un dialecte limbourgeois y sont également parlés.

## Patrimoine
- La chapelle Notre-Dame-Auxiliatrice date du début du XXe siècle. Elle est au centre du village. Comme lieu de pèlerinage marial elle est au centre de ses activités économiques également.
- Le chemin de croix monumental